# 263. zračnoobrambna artilerijska brigada (ZDA)
263. zračnoobrambna artilerijska brigada (izvirno angleško 263rd Air Defense Artillery Brigade) je bila zračnoobrambna artilerijska brigada Kopenske vojske Združenih držav Amerike.